# Équipe cycliste Lejeune-BP
Lejeune-BP est une équipe cycliste professionnelle française créée en 1976 et disparue à l'issue de la saison 1978. 
Durant son existence, l'équipe ne participe pas au Tour d'Italie et au Tour d'Espagne, mais elle participe à trois reprises au Tour de France. En 1976, Ferdinand Bracke remporte le contre-la-montre individuel de la 17e étape. En 1977, Lucien Van Impe remporte le contre-la-montre individuel en côte de la 15e étape secteur b et le Grand Prix de la montagne. L'équipe n'y remporte aucune victoire en 1978.